# Washington (Karolina Północna)
Washington – miasto w Stanach Zjednoczonych, w stanie Karolina Północna, w hrabstwie Beaufort, przy ujściu rzeki Pamlico do zatoki Pamlico Sound. Według spisu w 2020 roku liczy 9875 mieszkańców. Znajduje się 35 km na wschód od Greenville. 